# برمشاد (مقاطعة فسا)
برمشاد (بالفارسية: برمشاد) هي قرية تقع في قسم كوشك قاضي الريفي (مقاطعة فسا) في إيران. يقدر عدد سكانها بـ 11 نسمة بحسب إحصاء 2016.